# Toumanski R-13

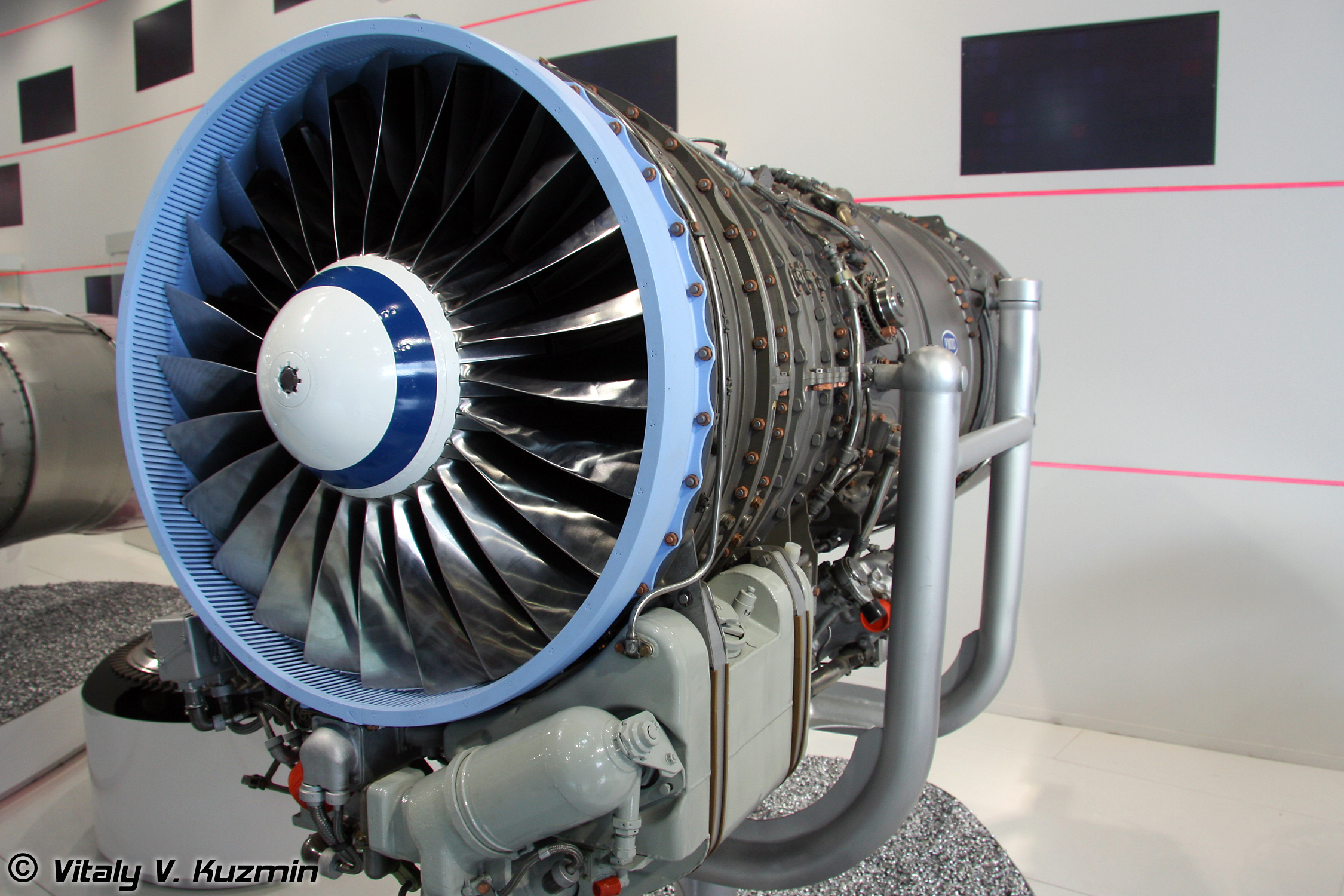
Le dérivé R-195 utilisé sur le Su-25

Le Toumanski R-13 est un turboréacteur conçu par Sergueï Alekseïevitch Gavrilov.

## Conception et développement
Le Toumanski R-13 est une évolution du Toumanski R-11 qui fut particulièrement réussie. Le R-13 est un turboréacteur à double corps et compresseur axial disposant d'un nouveau compresseur haute pression à 5 étages, d'une nouvelle chambre de combustion conçue pour améliorer les reprises du moteur à de hautes altitudes, et d'une nouvelle postcombustion. Il intègre une plus grande proportion de composants en titane.
Il est installé sur les MiG-21M, MF, SM et SMT et Soukhoï Su-15M et TM. Le R-13 est aussi construit en Chine sous le nom de LM WP13 et a eu un destin semblable au Toumanski R-11 : à l'origine, il était prévu que les deux moteurs soient construits sous licence en Chine, mais en raison de la brouille sino-soviétique, l'assistance technique soviétique a été stoppée et la Chine a été forcée de finir le travail par ses propres moyens. Sous la direction du concepteur en chef M. Jiang Hepu (江和甫), le R-11 et le R-13 ont été construits en Chine avec succès, sous les désignations respectives de WP-7 et WP-13.
Il en existe une version privée du canal de post-combustion désignée R-95. Elle équipe le Soukhoï Su-25.

## Caractéristiques (R-13-300)
Caractéristiques générales :
- Type : turboréacteur avec postcombustion
- Longueur : 4 605 mm
- Diamètre : 1 095 mm
- Masse : 1 205 kg

Composants :
- Compresseur : compresseur axial double corps

Performances :
- Poussée maximale :
  - 39,9 kN à puissance militaire maxi (à sec)
  - 63,7 kN avec postcombustion

- Ratio de compression : 8,9:1
- Température d'entrée de turbine : 1 005 °C
- Consommation spécifique : 
  - 95 kg/(h·kN) à puissance militaire (à sec)
  - 213 kg/(h·kN) avec postcombustion
- Rapport poussée/masse : 52,8 N/kg (5,4:1)